# Церква Святої Тройці (Білявинці)
Церква Святої Тройці в Білявинцях — парафія і храм Бучацького благочиння Тернопільської єпархії Православної церкви України в селі Білявинці Чортківського району Тернопільської области.
Оголошена пам'яткою архітектури місцевого значення (охоронний номер 2130).

## Історія церкви
Село Білявинці відоме тим, що в ньому народилася Соломія Крушельницька. Її батько в той час був місцевим священником. Дерев'яна церква Святої Тройці, збудована у 1744 році, у 1909 році була відтворена в камені.
Пам'ятки та історія
Особливою пам'яткою архітектури є дерев'яна дзвіниця XVIII століття. Ця споруда, що є зразком каркасного будівництва Західного Поділля, має квадратну форму, три яруси і конусне перекриття, досягаючи близько 8 метрів у висоту. Її каркас зроблено з дубових підвалин і стовпів, з'єднаних врубками. У 1935 році дах дзвіниці перекрили цинковою бляхою.
Поруч із храмом і дзвіницею розташовані надгробні пам'ятники та старе кладовище, які вважаються мистецькими цінностями села. Хоча значна їх частина пошкоджена, привертає увагу надгробок на могилі Констанції Бекерської, встановлений у 1808 році.
У 2009 році, з нагоди 100-річчя храму, священник Ярослав Ясній запросив єпископа Тернопільського і Бучацького Нестора з духовенством, який освятив дзвін, пожертвуваний парафіянами на честь ювілею церкви.

## Парохи
- о. Лазар Боднарук,
- о. Іван Зафійовський (1886—1887),
- о. Йосиф Чубатий (~1887-1897),
- о. Михайло Баричко (1897—1901),
- о. Лазар Боднарук (1901—1922),
- о. Володимир Гук (1923—1928),
- о. Володислав Гнатів (1928—1933),
- о. Михайло Ганкевич (1935—1938),
- о. Купінірчук (1989),
- о. Ярослав Ясній (з 1989).